# Sint-Nicolaaskanaal
Het Sint-Nicolaaskanaal (Spaans: Canal de San Nicolas) is de naar Nicolaas van Myra vernoemde zeestraat, die gelegen is tussen het deel van Cuba ten oosten van Havana, dat bekendstaat als de Sabana-Camagüey Archipel en de zuidwestelijk gelegen eilanden van de Bahama's.
De zeestraat loopt in het noordwesten naar de Straat van Florida en in naar het zuidoosten naar het Old Bahamas kanaal.